# Micrurus isozonus
Micrurus isozonus este o specie de șerpi din genul Micrurus, familia Elapidae, descrisă de Cope 1860. A fost clasificată de IUCN ca specie cu risc scăzut.